# Třebel (hrad)
Třebel je zřícenina hradu ve stejnojmenné vesnici v okrese Tachov. Nachází se na ostrožně nad Kosím potokem v nadmořské výšce 495 metrů na jihozápadním okraji vesnice. Dochovaly se z něj drobné zbytky zdí. Dominantní stavbou je barokní sýpka, které byla na místě hradu postavena po jeho zboření. Areál hradu je chráněn jako kulturní památka.

## Historie
Hrad založil rod pánů ze Svojšína někdy mezi lety 1234–1239. V písemných pramenech se objevuje poprvé v roce 1251 v predikátu Oldřicha z Třebele. Jeho potomkům patřil až do druhé poloviny čtrnáctého století, kdy je v roce 1379 jako majitel hradu uváděn Ješek Kozíhlava z Pnětluk, který ho v roce 1382 vyměnil s Rackem ze Švamberka za hrady Netřeb a Osvračín. V roce 1448 se hrad nacházel v držení Jana ze Sobětic, který ho zastavil Janovi z Volfštejna. Po roce 1482 ho znovu získali páni ze Švamberka, jimž zůstal až do svého zániku. Hrad byl poškozen v roce 1647 během bitvy u Třebele, kdy ho obsadilo švédské vojsko generála Wrangela. Definitivně byl zbořen na pokyn císaře Ferdinanda III. Sídlo třebelského panství potom bylo přeneseno na zámek v Trpístech.

## Stavební podoba
V zadní části ostrožny se nacházelo předhradí pod výše položeným jádrem. Jeho zástavba zcela zanikla, ale podle jedné rytiny z roku 1674 zde stával mohutný bastion. Z rytiny známe také část původní zástavby hradního jádra, ke které patřil okrouhlý bergfrit. Přístupová cesta procházela po koruně valu nad příkopem a do jádra vcházela branou na severovýchodní straně. Bránu chránila čtverhranná věž v nároží. Podél obou delších stran jádra stály budovy, jejichž zbytky jsou pravděpodobně obsaženy ve zdivu hájovny a sýpky.